# Любшин Станіслав Андрійович
Станіслав Андрійович Любшин (рос. Станисла́в Андре́евич Любши́н; * 6 квітня 1933, Москва, РРФСР, СРСР) — радянський і російський актор театру і кіно, кінорежисер. Заслужений артист РРФСР (1969). Народний артист РРФСР (1981). Кавалер орденів Пошани (1998) i «За заслуги перед Вітчизною» IV ступеня (2003). Лауреат ряду вітчизняних та міжнародних театральніх і кінопремій.

## Життєпис
Народився 6 квітня 1933 р. у Москві. Закінчив Вище театральне училище імені М. С. Щепкіна (1959). 
У 1959—1963 рр. — актор театру «Современник».
У 1964—1967 рр. — актор Театру на Таганці.
У 1974—1977 рр. — в Московському драматичному театрі ім. М.М. Єрмолової.
У 1977—1979 рр. — актор Московського драматичного театру на Малій Бронній.
У 1980—1987 рр. — актор Московського художнього академичного театру. З 1987 року — актор Московського художнього академичного театру ім. А.П. Чехова.
Працює у кіно з 1959 р. Знімався у фільмах: «Альпійська балада» Б. Степанова, «Мені двадцять років» («Застава Ілліча») М. Хуциєва, «Щит і меч» В. Басова, «Червона площа» В. Ординського, «Монолог» І. Авербаха, «Моє життя» Г. Нікуліна і В. Соколова, «Ксенія, кохана дружина Федора» І. Масленникова, «Слово для захисту» В. Абдрашитова, «Сентиментальний роман» І. Масленникова, «Степ» С. Бондарчука, «П'ять вечорів» М. Михалкова, «Тема» Г. Панфілова, «Не стріляйте в білих лебедів» Р. Нахапетова, «Кін-дза-дза!» Г. Данелія,  «Забави молодих» Є. Герасимова, «Чорний чернець» І. Диховичного, «Вічний чоловік» Є. Марковського, «Цар Іван Грозний» Г. Васильєва, «Жінка у морі» В. Криштофовича, «Побачити Париж і померти» О. Прошкіна, «Дим» Аян Шахмаліевої та ін. (всього біля 80-ти кіноробіт). 
За опитуванням журналу «Радянський екран» визнаний найкращим актором 1968 року за роль Олександра Бєлова/Йоганна Вайса (радянського розвідника) у фільмі «Щит і меч» (реж. В. Басов).
За найкраще виконання чоловічої ролі у фільмі «П'ять вечорів» (реж. М. Михалков) удостоєний премії на кінофестивалі «Молоде кіно» в Єрi (Франція, 1979), а також названий «найкращим актором» 1979 року за опитуванням журналу «Радянський екран».
Знявся в російсько-українській стрічці «Зустріч» (1980, к/м, з кіноальманаху «Молодість». Випуск 3-й, реж. О. Ітигілов; картина удостоєна Головного призу МКФ короткометражних фільмів у Ліллі—80). 
Як режисер-постановник зняв у співавторстві дві кінокартини: «Поклич мене в далечінь світлу» (1977, у співавт. з Г. Лавровим; у 1977 році фільм був удостоєний Гран Прі та Призу ФІПРЕССІ на Міжнародному кінофестивалі Мангейм-Гайдельберг, ФРН) і «Три роки» (1980, у співавт. з Д. Долініним).
У 1981 році удостоєний звання Народний артист РРФСР.
Лауреат премії «Кришталева Турандот» (2018) — за довголітнє і доблесне служіння театру. 
Лауреат російської національної театральної премії «Золота маска - 2019» — за видатний внесок у розвиток театрального мистецтва.
Родина:
- Син: Любшин Юрій Станіславович (нар. 1955) — радянський і російський кінооператор.

## Громадянська позиція
Фігурант бази даних центру «Миротворець» як особа, що становить загрозу національній безпеці України і міжнародному правопорядку.

## Фільмографія

### Акторські роботи
- «Ленінградська симфонія» (1957)
- «Сьогодні звільнення не буде...» (1958, Садовніков, сапер)
- «Кінець світу» (1962, отець Михайло)
- «Якщо ти маєш рацію...» (1963, Олексій; реж. Ю. Єгоров)
- «Третя ракета (фільм)» (1963, реж. Р. Вікторов)
- «Яке воно, море?» (1964, Євген (звіздар), тато Анусі)
- «Велика руда» (1964, Антон; реж. В. Ординський)
- «Застава Ілліча») (1964, Слава Костіков; реж. М. Хуциєв)
- «Альпійська балада» (1965, реж. Б. Степанов)
- «Очікування» (1966, Роберт Самсонов, геолог)
- «Перше кохання» (1968, доктор Лушин; реж. В. Ординський)
- «Щит і меч» (1968, капітан Олександр Бєлов, радянський розвідник, він же гауптштурмфюрер СС Йоганн Вайс, він же Петер Краус; реж. В. Басов)
- «Червона площа» (1970, комісар Дмитро Сергійович Амелін; реж. В. Ординський)
- «Пристань на тому березі» (1971, Олексій Климов; реж. С. Шустер)
- «Пічки-лавочки» (1972, син професора; реж. Василь Шукшин)
- «Монолог» (1972, Костянтин Котиков («Самсон»); реж. І. Авербах)
- «Моє життя» (1972, Мисаїл Олексійович Полознєв; реж. Григорій Нікулін, Віктор Соколов)
- «Ксенія, кохана дружина Федора» (1974, Федір Петров; реж. І. Масленников)
- «Минулого літа в Чулимську» (1974, фільм-спектакль, Шаманов)
- «Слово для захисту» (1976, Віталій Федяєв, співмешканець Костіної; реж. В. Абдрашитов)
- «Сентиментальний роман» (1976, Андрій Кушля; реж. І. Масленников)
- «Поклич мене в далечінь світлу» (1977, Володимир Миколайович, ревізор; реж. Герман Лавров, Станіслав Любшин)
- «Степ» (1977, Костянтин Звоник; реж. С. Бондарчук)
- «П'ять вечорів» (1978, Олександр Петрович Ільїн (вокал — Сергій Нікітін); реж. М. Михалков)
- «Острови в океані» (1978, фільм-спектакль, Віллі, друг Хадсона; реж. Анатолій Ефрос)
- «Тема» (1979, Андрій; реж. Г. Панфілов)
- «Дім вікнами у поле» (1979, Третьяков)
- «Три роки» (1980, Олексій Федорович Лаптєв)
- «Зустріч» (1980, к/м,  Микола; реж. О. Ітигілов)
- «Не стріляйте в білих лебедів» (1980, Єгор Полушкін; реж. Р. Нахапетов)
- «Тартюф» (1981, фільм-спектакль, Тартюф)
- «Кін-дза-дза!» (1986, Володимир Миколайович Машков (виконроб); реж. Г. Данелія)
- «Ми веселі, щасливі, талановиті!» (1986, Павло Петрович Клюєв)
- «Забави молодих» (1987, Антон Михайлович Горшков; реж. Є. Герасимов)
- «Чорний чернець» (1998, Андрій Васильович Коврін; реж. І. Диховичний
- «Час, що канув» (1989)
- «Вічний чоловік» (1990, Павло Павлович Трусоцький; реж. Є. Марковський)
- «Нелюбов» (1991, фотограф; реж. В. Рубінчик)
- «Шкура» (1991, Федір Дмитрович Куропата)
- «Цар Іван Грозний» (1991, боярин Дружина Морозов; реж. Г. Васильєв)
- «Жінка у морі» (1992, Віктор; реж. В. Криштофовиа)
- «Побачити Париж і померти» (1992, Солодов, художник; реж. О. Прошкіа)
- «Дим» (1992, Созонт Іванович Потугин; реж. Аян Шахмаліева)
- «Мрії ідіота» (1993, Михайло Самуельович Паніковський; реж. В. Пічул)
- «Царевич Олексій» (1997, граф Петро Толстой; реж. В. Мельников)
- «Чехов і Ко» (1998, Лімфов, Гришуткін, Капітонов)
- «Кадриль» (1999, Коля; реж. В. Титов)
- «Кіно про кіно» (2002, артист Георгій Іванович; реж. В. Рубінчик)
- «Оголена натура» (2002, Андрій Сергійович Воротинцев)
- «Єрмолови» (2008, Паоло Маліверні, син Асі та Джакомо Маліверні)
- «Дід» (2011, Андрій Петрович Львов; Star Media)
- «Він — дракон» (2015, Князь)
- «Вічне життя Олександра Христофорова» (2018, Чарівник)
- «Годунов» (2018, т/с, архімандрит Іоасаф) та ін.

### Режисер-постановник
- «Поклич мене в далечінь світлу» (1977, у співавт. з Г. Лавровим)
- «Три роки» (1980, у співавт. з Д. Долініним)